# Fintan O'Toole
Fintan O'Toole (Dublino, 18 febbraio 1958) è un giornalista, scrittore e critico teatrale irlandese.

## Biografia
Nato nella capitale irlandese, è cresciuto in una famiglia operaia. Si è formato presso l'University College di Dublino dove ha studiato lettere e filosofia.
È editorialista per il quotidiano The Irish Times dal 1988 e collaboratore del New York Review of Books. Dal 1997 al 2001 è stato critico teatrale per il New York Daily News. I suoi libri più recenti si sono concentrati sugli sviluppi della politica economica e sociale della Repubblica Irlandese. Per tutta la sua carriera ha svolto inchieste giornalistiche contro la corruzione politica in Irlanda.
Nel 2011, è stato nominato uno dei "300 migliori intellettuali della Gran Bretagna" da The Observer, pur non essendo britannico.

## Pubblicazioni
- The Politics of Magic: The Work and Times of Tom Murphy, 1987;
- A Mass for Jesse James: A Journey Through 1980s Ireland, 1990;
- Black Hole, Green Card: The Disappearance of Ireland, 1994
- Meanwhile Back at the Ranch: The Politics of Irish Beef, 1994;
- Macbeth & Hamlet, 1995;
- A Traitor's Kiss: The Life of Richard Brinsley Sheridan, 1997;
- The Ex-Isle of Ireland: Images of a Global Ireland, 1997;
- The Lie of the Land, 1998;
- The Irish Times Book of the Century, 1999;
- Shakespeare is Hard But So is Life, 2002;
- Contributor, Granta 77: What We Think of America, 2002;
- "Jubilee", Granta 79: Celebrity, 2002;
- After The Ball, 2003;
- Post Washington: Why America Can't Rule the World, 2005 (con Tony Kinsella);
- White Savage: William Johnson and the Invention of America, 2005
- The Irish Times Book of The 1916 Rising, 2006 (con Shane Hegarty)
- Ship Of Fools, How Stupidity And Corruption Sank The Celtic Tiger, 2009.
- Enough is Enough: How to Build a New Republic, 2010.
- Up the Republic!: Towards a New Ireland (editore), 2012
- A History of Ireland in 100 Objects, 2013